# Guilherme Lorena
Guilherme Lorena (ur. w  1894, zm. 14 czerwca 1949) – brazylijski wioślarz, olimpijczyk.
Brał udział w igrzyskach olimpijskich w 1920 (Antwerpia). Wystąpił w czwórce ze sternikiem, w której wraz z kolegami odpadł w pierwszej rundzie (tu:półfinałach). Brazylijczycy zajęli drugie miejsce w swym wyścigu (z czasem 7:25,4), przegrywając jednak z Amerykanami, którzy awansowali do finału.